# Военно-техническое сотрудничество
В соответствии с законом Российской Федерации — России военно-техническое сотрудничество — деятельность в области международных отношений, связанная с вывозом и ввозом, в том числе с поставкой или закупкой, продукции военного назначения, а также с разработкой и производством продукции военного назначения.
В настоящее время Россия ведет военно-техническое сотрудничество с зарубежными государствами, как правило, по трем основным направлениям:
- экспортные поставки продукции военного назначения;
- сотрудничество в области разработки и производства перспективных видов продукции военного назначения;
- импортные закупки продукции военного назначения.

Участниками ВТС России являются российские субъекты военно-технического сотрудничества и иностранные заказчики.
К российским субъектам военно-технического сотрудничества относятся российские организации, получившие право на осуществление внешнеторговой деятельности в отношении продукции военного назначения.
Иностранные заказчики — уполномоченные органы иностранных государств, иностранные субъекты военно-технического сотрудничества, а также международные организации, представляющие интересы иностранных государств в вопросах военно-технического сотрудничества.
Иностранные субъекты военно-технического сотрудничества — иностранные юридические и физические лица, имеющие право на осуществление военно-технического сотрудничества в соответствии с законодательством своих государств.
В настоящее время на мировом рынке продукции военного назначения Российскую Федерацию представляют следующие субъекты военно-технического сотрудничества — государственный посредник АО «Рособоронэкспорт» и организации разработчики и производители продукции военного назначения, которым предоставлено право внешнеторговой деятельности в отношении продукции военного назначения. В настоящее время к российским субъектам военно-технического сотрудничества, кроме АО «Рособоронэкспорт», относятся 23 российских предприятия.